# Scotopteryx roseicilia
Scotopteryx roseicilia är en fjärilsart som beskrevs av George Francis Hampson 1895. Scotopteryx roseicilia ingår i släktet backmätare, och familjen mätare. Inga underarter finns listade.